# Billy Sherwood
William „Billy“ Wyman Sherwood (* 14. března 1965, Las Vegas, Nevada, Spojené státy americké) je americký hudebník. Spolupracoval s interprety jako Yes, Toto, Paul Rodgers a další. Jeho otec Bobby Sherwood (1914-1981) a bratr Michael Sherwood byli také hudebníci.

## Diskografie

### World Trade
- World Trade (1989)
- Euphoria (1995)

### Lodgic
- Nomadic Sands (1985)

### Yes
- Open Your Eyes (1997)
- The Ladder (1999)

### Conspiracy
- Conspiracy (2000)
- The Unknown (2003)

### Circa
- Circa 2007 (2007)
- Circa HQ (2009)

### Yoso
- Elements (2010)

### Sólová alba
- The Big Peace (1999)
- No Comment (2003)
- At The Speed Of Life (2008)
- Oneirology (2010)

### Ostatní
- Toto - Kingdom of Desire (1992)
- Air Supply - The Vanishing Race (1993)
- Paul Rodgers: Muddy Water Blues: A Tribute to Muddy Waters (1993)
- další